# Астромино
Астромино — село в Льговском сельском поселении Рязанского района Рязанской области России.

## География
Село расположено в 8 км на юго-запад от центра поселения села Окский, в 20 км на юго-восток от Рязани.

## История
Село Астромино принадлежит к числу древнейших поселений Рязанского края. В 1340 году князь Александр Михайловский Пронский дал рязанскому епископу Георгию село Остромеринское. В приправочных книгах окологородного стана 1597 года в селе значилась церковь Апостола Акилы с приделом Бориса и Глеба. По окладным книгам 1676 года в приходе к церкви святого апостола Акилы значались деревни Сушки, Шевердино и сельцо Сергиево. В XVIII веке церковь получает наименование Борисоглебской, а в XIX веке — Скорбященской. С таким же названием в 1863 году была построена каменная церковь с приделами Борисоглебским и Троицким. В годы Советской власти церковь была разрушена.
В XIX — начале XX века село являлась центром Астроминской волости Рязанского уезда Рязанской губернии, с 1925 года — в составе Рязанской волости. В 1905 году в деревне имелось 39 дворов.
С 1929 года село являлось центром Астроминского сельсовета Рязанского района Рязанского округа Московской области, с 1937 года — в составе Рязанской области, с 2005 года — в составе Льговского сельского поселения.

## Население
| 1859 | 1906 | 2010 |
| ---- | ---- | ---- |
| 164  | ↗255 | ↘36  |